# Grote Prijs Raf Jonckheere 1967
De 17e editie van de Belgische wielerwedstrijd Grote Prijs Raf Jonckheere werd verreden op 24 juli 1967. De start en finish vonden plaats in Westrozebeke. De winnaar was Erik Verstraete, gevolgd door Jean-Marie Sohier en André Delaere.

## Uitslag
| Grote Prijs Raf Jonckheere 1967 |                   |                                |      |
| Plaats                          | Naam              | Ploeg                          | Tijd |
| Winnaar                         | Erik Verstraete   | geen                           |      |
| 2                               | Jean-Marie Sohier | Flandria-De Clerck             |      |
| 3                               | André Delaere     | Okay Whisky-Diamant-De Torrens |      |

1951 · 1952 · 1953 · 1954 · 1955 · 1956 · 1957 · 1958 · 1959 · 1960 · 1961 · 1962 · 1963 · 1964 · 1965 · 1966 · 1967 · 1968 · 1969 · 1970 · 1971 · 1972 · 1973 · 1974 · 1975 · 1976 · 1977 · 1978 · 1979 · 1980 · 1981 · 1982 · 1983 · 1984 · 1985 · 1986 · 1987 · 1988 · 1989 · 1990 · 1991 · 1992 · 1993 · 1994 · 1995 · 1996 · 1997 · 1998 · 1999 · 2000 · 2001 · 2002 · 2003 · 2004 · 2005 · 2006 · 2007 · 2008 · 2009 · 2010 · 2011 · 2012 · 2013 · 2014 · 2015 · 2016 · 2017 · 2018 · 2019 · 2020 · 2021 · 2022